# Klas-Bertil Augustinsson
Klas-Bertil Augustinsson, född 18 juni 1917 i Stockholm, död 27 oktober 1978, var en svensk kemist. Han var son till Wilhelm Augustinsson. 
Efter studentexamen 1937 blev Augustinsson filosofie kandidat 1942, filosofie licentiat 1944 samt filosofie doktor och docent i organisk kemi och biokemi vid Stockholms högskola 1948. Han blev laborator vid Veterinärhögskolan 1944, e.o. docent vid Stockholms högskola 1948, vetenskaplig medarbetare vid Försvarets forskningsanstalt från 1949 samt forskardocent vid Stockholms högskola/universitet från 1956 och laborator/biträdande professor i enzymologi vid Naturvetenskapliga forskningsrådet från 1962. Han skrev bland annat Cholinesterases (doktorsavhandling 1948). Augustinsson är begravd på Norra begravningsplatsen utanför Stockholm.
Augustinsson var bland annat ledamot av Svenska Kemisamfundet styrelse, Fysiologiföreningen och Svenska föreningen för mikrobiologi, Svenska föreningen för biokemi samt Sällskapet för veterinärmedicinsk forskning.